# Катастрофа SE-210 под Ла-Коруньей
Катастрофа SE-210 под Ла-Коруньей — крупная авиационная катастрофа, произошедшая 13 августа 1973 года. Авиалайнер Sud Aviation SE-210 Caravelle 10R авиакомпании Aviaco выполнял регулярный внутренний рейс AO118 по маршруту Мадрид—Ла-Корунья, но после третьей попытки захода на посадку рухнул на землю в 3 километрах от аэропорта Ла-Коруньи. Погибли все находившиеся на его борту 85 человек — 79 пассажиров и 6 членов экипажа.

## Самолёт
Sud Aviation SE-210 Caravelle 10R (регистрационный номер EC-BIC, серийный 225) был выпущен в 1967 году (первый полёт совершил 19 июня). 19 мая 1972 года был передан авиакомпании Aviaco. Оснащён двумя турбореактивными двигателями Pratt & Whitney JT8D-7. На день катастрофы совершил 9380 циклов «взлёт-посадка» и налетал 13 118 часов.

## Экипаж
Состав экипажа рейса AO118:
- Командир воздушного судна (КВС) — Рафаэль Лопес Паскуаль (исп. Rafael López Pascual). Налетал 8610 часов, 304 из них на SE-210.
- Второй пилот — Карлос Руис де Аподака (исп. Carlos Ruiz de Apodaca). Налетал 6283 часа, 997 из них на SE-210.
- Второй пилот-стажёр — Мануэль Васкес Гутиэррес (исп. Manuel Vasquez Gutiérrez). Налетал 1815 часов, 75 из них на SE-210.

## Хронология событий
Рейс AO118 вылетел из Мадрида в 09:30 (UTC+1), на его борту находились 6 членов экипажа и 79 пассажиров. В 11:14, незадолго до начала захода на посадку, пилоты были проинформированы по радио, что в аэропорту Ла-Корунья очень плохая видимость из-за густого тумана. Несмотря на рекомендации авиадиспетчера оставаться наготове в ожидании скорейшего улучшения погодных условий, в 11:23 экипаж начал первый заход на посадку, чтобы проверить фактическую видимость на ВПП. Но заход был прерван, и самолёт снова поднялся на высоту 2000 метров.
После второго неудачного захода на посадку авиадиспетчер сообщил экипажу рейса 118, что туман рассеивается и что горизонтальная видимость увеличилась примерно до 1500 метров, а вертикальная — до 300 метров. В 11:39 пилоты сообщили, что они начали третью попытку захода на посадку и это было последнее радиосообщение с борта рейса AO118. В 11:40 (UTC+1) лайнер столкнулся с эвкалиптовыми деревьями, затем пластом рухнул на землю, врезался в заброшенный фермерский дом, снёс его и, продолжив скользить по земле, врезался в ещё несколько домов. В итоге лайнер разрушился на три части и загорелся, на месте погибли 84 человека — все 6 членов экипажа и 78 пассажиров.
Первые сведения о катастрофе рейса 118 поступили, когда один из её очевидцев позвонил в аэропорт Ла-Коруньи и сообщил о падении самолёта. Для начала спасательной операции были мобилизованы Гражданская гвардия и Красный Крест. В итоге им удалось спасти одного выжившего пассажира, который был доставлен в больницу, где через несколько часов он скончался.
В тот же день авиакомпания Aviaco опубликовала заявление, в котором сообщила о катастрофе и подтвердила, что бортовые самописцы разбившегося самолёта пригодны для расшифровки.

## Расследование
Несмотря на отсутствие официального отчета о причинах катастрофы рейса AO118, всё указывало на то, что её определяющей причиной стал густой туман в аэропорту Ла-Корунья, который значительно снизил видимость на ВПП; так было указано и в заявлении авиакомпании Aviaco.
Но выяснилось, что имелся и сопутствующий фактор — самолёт загорелся после столкновения с эвкалиптовыми деревьями из-за резкой подачи авиатоплива к двигателям при попытке КВС набрать высоту.

## Память
13 августа 2014 года, в 41-ю годовщину катастрофы, на кладбище Сан-Амаро (рядом с которым разбился рейс AO118) был установлен мраморный памятник в форме крыльев самолёта, на котором выгравированы имена всех 85 погибших. Мемориал был установлен семьёй одного из погибших пассажиров.